# Máximo, o Confessor
Máximo, o Confessor (em grego:  Μάξιμος ο Ομολογητής; latim: Maximus Confessor; 580 – Tsageri, 13 de agosto de 662), também conhecido como Máximo, o Teólogo e Máximo de Constantinopla, foi um monge e teólogo cristão. No início de sua vida foi servidor civil e ajudante do imperador bizantino Heráclio, porém desistiu da vida política para se dedicar ao monasticismo. É considerado um dos Pais da Igreja, grega (Oriental) e cristã.
Após se mudar para Cartago, Máximo estudou diversos autores neoplatônicos e se tornou também um proeminente autor. Quando um de seus amigos começou a desposar o ponto de vista cristológico conhecido como monotelismo, Máximo foi arrastado para a controvérsia, na qual apoiava a posição calcedoniana de que Jesus tinha tanto a vontade humana quanto a divina. Máximo é venerado tanto pela Igreja Ortodoxa quanto pela Igreja Católica Romana. Seus pontos de vista cristológicos o levaram a ser torturado e exilado. Sua morte ocorreu logo em seguida. O seu título de "Confessor" significa que ele sofreu pela fé cristã, mas não chegou ao martírio. Acredita-se que sua Vida da Virgem seja a mais antiga biografia completa de Maria.

## Biografia

### Primeiros anos
Muito pouco se sabe sobre os detalhes da vida de Máximo antes de seu envolvimento nos conflitos políticos e teológicos da controvérsia monotelita.[nota a]
Máximo nasceu provavelmente em Constantinopla, ainda que uma biografia escrita por seus oponentes maronitas afirme que nasceu na Palestina. Sua posição como secretário pessoal de Heráclio é um forte indício de que ele tenha nascido na nobreza bizantina. Por razões desconhecidas, Máximo deixou a vida pública e fez os votos monásticos no mosteiro de Filípico, em Crisópolis, uma cidade do outro lado do Bósforo a partir de Constantinopla (e depois conhecida como Scutari — atualmente a moderna cidade turca de Üsküdar). Máximo foi elevado à posição de abade do mosteiro.
Quando o Império Sassânida conquistou a Anatólia, Máximo foi forçado a fugir para um outro mosteiro, nas redondezas de Cartago. Foi lá que ficou, sob a tutela de São Sofrônio, e começou a estudar as obras cristológicas de Gregório de Nazianzo e Dionísio Areopagita. Também foi durante sua estadia em Cartago que Máximo começou a sua carreira de teólogo e escritor espiritual. Máximo era tido na mais alta estima pelo exarca e pela população, um homem santo, se tornando de maneira ostensiva um influente conselheiro não-oficial sobre assuntos políticos, e líder espiritual no norte da África.

### Envolvimento na controvérsia monotelita

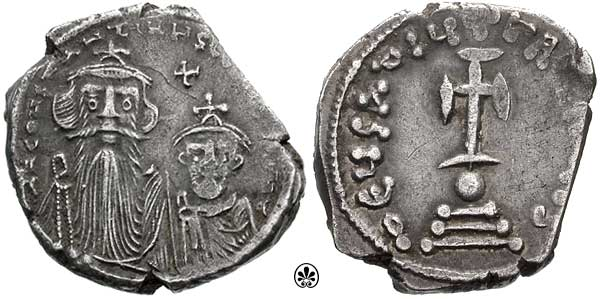
Um hexagrama de prata mostrando r. junto com seu filho. Constante foi o algoz de Máximo durante a controvérsia monotelita

Enquanto Máximo estava em Cartago, uma controvérsia explodiu sobre o entendimento da interação entre as naturezas humana e divina dentro da pessoa de Jesus. Este debate cristológico foi o desfecho das desavenças que já vinham desde o primeiro concílio de Niceia, em 325, e que se intensificaram após o concílio de Calcedônia, em 451. A posição monotelita foi desenvolvida como uma solução de compromisso, para apaziguar os que tiveram os seus pontos de vista cristológicos declarados heréticos em Calcedônia (principalmente os monofisistas). Os monotelitas aderiram ao credo calcedoniano da união hipostática: duas naturezas, uma divina e outra humana, unidas na pessoa de Cristo. Porém, eles afirmavam que Cristo tinha apenas uma vontade, a divina, e nenhuma humana. O termo monotelita deriva da expressão grega para "uma vontade".
A posição monotelita foi promulgada pelo Patriarca de Constantinopla Sérgio I e pelo amigo e sucessor de Máximo como abade em Crisópolis, o Patriarca Pirro na chamada Ecthesis. Após a morte de Sérgio, em 638, Pirro sucedeu-o como Patriarca, mas foi logo deposto por questões políticas. Durante o exílio de Pirro da capital imperial, Máximo e ele tiveram um debate público sobre o monotelismo. Neste debate, que foi realizado na presença de diversos bispos do norte da África, Máximo argumentou que Jesus possuía tanto a vontade divina quanto a humana. O resultado foi que Pirro admitiu o erro da posição monotelita e seguiu para Roma com Máximo em 645. Porém, com a morte do imperador Heráclio e a ascensão de Constante II, Pirro retornou para Constantinopla e abjurou sua aceitação da posição "diotelita".
Máximo pode ter permanecido em Roma, pois ele estava presente quando o recém-eleito Papa Martinho I convocou o Concílio de Latrão na Basílica de São João de Latrão. Os 105 bispos presentes condenaram o monotelismo nos atos oficiais do sínodo, que alguns acreditam terem sido escritos pelo próprio Máximo. Foi em Roma que Martinho e Máximo foram presos em 653 por ordem do imperador Constante II, que apoiava a doutrina monotelita. O Papa Martinho foi condenado sem julgamento e morreu antes que pudesse ser enviado para Constantinopla.

### Julgamento e exílio
A recusa de Máximo em aceitar o monotelismo fez com que ele fosse levado à capital imperial para ser julgado como um herético em 656. Em Constantinopla, a posição monotelita tinha ganho as graças tanto do imperador quanto do Patriarca de Constantinopla. Máximo permaneceu firme na defesa da posição diotelita e foi enviado para o exílio na Trácia por mais quatro anos. Seu discípulo, Anastácio foi enviado para Mesembria. Enquanto estava no exílio, Máximo recebeu visitas de diversos bispos, que tentavam de toda forma persuadi-lo a mudar de opinião. Numa destas visitas, ele travou o seguinte diálogo:
| “ | O bispo bizantino, sem corar, afirmou: "O sínodo [em Latrão (649)] é inválido, pois ele foi realizado sem a autorização do imperador!". A resposta de Máximo foi: "Se não é a pia fé e sim a ordem do imperador que valida sínodos, deixo-os então aceitarem os sínodos que foram realizados contra a consubstancialidade em Tiro, Antioquia, Concílio de Selêucia e o Concílio de Ladrões em Éfeso!" | ” |

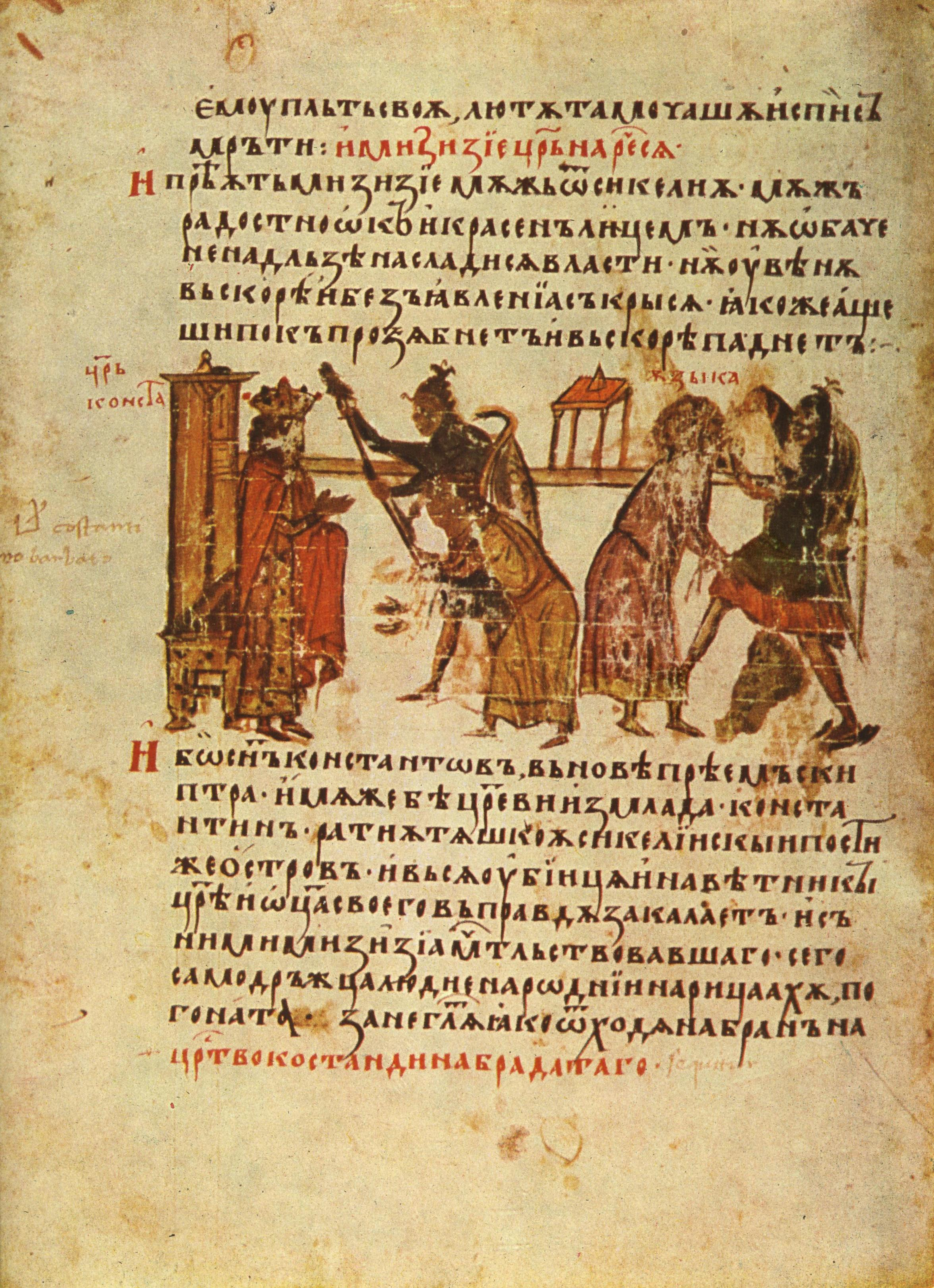
Tortura de Máximo por ordem do imperador.
Miniatura 44 da Crônica de Constantino Manasses, do século XIV

A teimosia de Máximo em se manter fiel ao dogma ortodoxo fez então com que suas roupas e seu dinheiro fossem retirados, e ele foi novamente exilado, para ainda mais longe.
Em 662, Máximo e seus discípulos (ambos chamados Anastácio) foram levados a julgamento novamente e anatemizados, juntamente com outros defensores do diotelismo, como o Martinho I e São Sofrônio. A corte ordenou ao prefeito que eles fossem surrados, tivessem suas línguas arrancadas — para que não pudesse mais falar de sua rebelião — e as mãos direitas cortadas para que não pudessem mais escrever suas cartas. Máximo foi então exilado para a Lázica ou a Cólquida, na região onde hoje está a Geórgia e confinado na fortaleza de Schemarum, possivelmente Muris-Tsikhe, perto da cidade turca de Tsageri. Ele morreu logo depois, em 13 de agosto de 662. O abade Anastácio morreu um mês antes e Anastácio, o Apocrisiário, em 666. Ele escreveu sobre os sofrimentos durante a longa viagem à Cólquida. Os eventos do julgamento de Máximo foram registrados por Anastácio Bibliotecário.

## Legado
Juntamente com o Papa Martinho I, Máximo foi vingado pelo terceiro concílio de Constantinopla (o sexto concílio ecumênico, 680–681), que declarou que Cristo possuía tanto a vontade divina quanto a humana. Com esta declaração, o monotelismo se tornou uma heresia e Máximo foi postumamente declarado inocente de todas as acusações contra ele.
Máximo está listado entre os cristãos que foram venerados como santos logo após a sua morte. A justificação da posição teológica de Máximo o tornou muito popular na geração seguinte à sua morte, e a sua causa foi ajudada ainda pelos relatos de milagres em seu túmulo. Na Igreja Católica, a veneração de Máximo começou antes da fundação da Congregação para as Causas dos Santos.

## Teologia

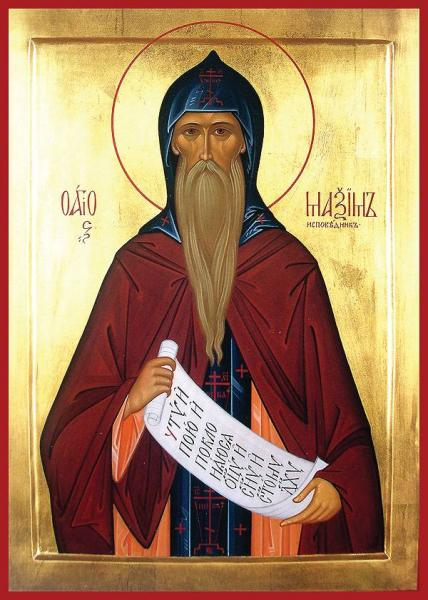
Ícone de Máximo, o Confessor

Como um estudante de Pseudo-Dionísio, Máximo foi um dos muitos teólogos cristãos que preservaram e interpretaram a filosofia neoplatônica anterior, incluindo o pensamento de figuras como Plotino e Proclo. A obra de Máximo sobre Pseudo-Dionísio, o Areopagita, foi continuada por João Escoto Erígena a pedido de Carlos, o Calvo. A influência platônica no pensamento de Máximo pode ser percebida mais claramente em sua antropologia teológica. Nela, Máximo adotou o modelo platônico de entrada-retorno (exitus-reditus), ensinando que a humanidade foi feita à imagem de Deus e o propósito da salvação é restaurar esta unidade com Deus. Esta ênfase na deificação ou theosis ajudou a assegurar o lugar de Máximo na teologia oriental, onde estes conceitos sempre tiveram muita importância.
Cristologicamente, Máximo insistia num estrito diofisismo, o que pode ser percebido como um corolário de sua ênfase na theosis. Em termos de soteriologia (estudo da salvação), a humanidade está destinada, incondicionalmente, a se unir completamente com Deus. Isto seria possível para Máximo por que Deus já teria se unido completamente à humanidade na encarnação de Jesus. Se Cristo não fosse totalmente humano (se, por exemplo, ele tivesse apenas a vontade divina), então a salvação não seria mais possível, pois a humanidade nunca conseguiria ser completamente divina.
Sobre a salvação, Máximo já foi descrito como tendo acreditado na apocatástase, a ideia de que todas as almas humanas irão eventualmente ser salvas, como Orígenes e Gregório de Níssa. Porém, ainda que esta alegação já tenha sido contestada também por outros, alguns argumentam que Máximo compartilhava esta crença na reconciliação universal com os seus estudantes mais maduros espiritualmente.

## Recepção
Além da obra de um outro universalista, Escoto, na Irlanda, Máximo foi quase totalmente esquecido pelos teólogos do ocidente até anos recentes. A situação é bem diferente na Igreja Ortodoxa e nas Igrejas católicas orientais, onde Máximo sempre foi muito influente. Os teólogos orientais Simão, o Novo Teólogo e Gregório Palamas são tidos como herdeiros intelectuais de Máximo. Além disso, um grande número de obras de Máximo estão incluídas na Filocalia grega — uma coleção das mais influentes obras de escritores cristãos em grego.

## Obras
As obras conhecidas de Máximo são:
- Questões para Talássio – uma longa exposição sobre vários textos das escrituras.
- Escólia – comentário sobre as obras anteriores de Pseudo-Dionísio.
- Ambígua – Uma exploração das passagens mais difíceis na obra de Pseudo-Dionísio e de Gregório de Nazianzo, focando-se em questões cristológicas. Esta obra foi posteriormente traduzida por Erígena.
- Mistagogia – Um comentário e uma meditação sobre a liturgia da Eucaristia.
- Comentário sobre o salmo 59.
- Comentário sobre o Pai Nosso.
- Séculos de amor e Séculos de Teologia - máximas sobre o jeito cristão apropriado de viver, agrupadas em grupos de cem.
- A vida asceta – uma discussão sobre a regra monástica de vida.
- Hinos
- Vida da Virgem - a mais antiga biografia completa de Maria, a mãe de Jesus.[27]

## Excertos
O pensamento de Máximo é considerado como o sintetizador da teologia oriental; expresso em cartas, discursos, debates e rascunhos, muitas vezes é tido por obscuro e com enigmas, centrado ontologicamente sobretudo na sua visão da Encarnação. Alguns exemplos do pensamento de São Máximo:

### Sobre Maria
O nascimento e a adolescência daquela que concebeu e deu à luz — evento impensável, incompreensível, inefável! — ao Filho de Deus, o Verbo, Rei e Deus do Universo, já haviam sido mais maravilhosos que tudo o que se pode ver na natureza. Desde então, todos os dias de sua inteira existência, mostrou um estilo de vida superior à natureza […] Logo, no caminho de sua fatigosa tarefa, sofreu e suportou muitas tribulações, provas, aflições e lamentos durante a Crucifixão do Senhor, alcançando uma completa vitória e obtendo coroas de triunfo, até ao ponto de ser constituída a Rainha de todas as criaturas. (in: Vida da Virgem, nª95-99)

### Sobre Jesus
O Verbo de Deus nasceu uma vez para todos segundo a carne. Mas, por causa do seu amor pelos homens, Ele deseja nascer sem cessar pelo espírito para todos os que o desejam; Ele faz-se criança e forma-se neles ao mesmo tempo que as virtudes; manifesta-se na medida de que sabe ser capaz aquele que o recebe. Agindo desta forma, já não é por ciúme que atenua o brilho da sua própria grandeza, mas porque afere e mede a capacidade daqueles que desejam vê-Lo. Assim, o Verbo de Deus revela-se-nos sempre da maneira que nos convém e contudo permanece invisível para todos, por causa da imensidade do Seu mistério. Por isso, o Apóstolo por excelência, considerando a força deste mistério, diz com sabedoria: «Jesus Cristo é sempre o mesmo ontem e hoje e por toda a Eternidade» (Heb 13,8); Ele contemplava este mistério sempre novo que a inteligência nunca acabará de sondar… Só a fé consegue apreender este mistério, ela que está no fundo de tudo aquilo que ultrapassa a inteligência e desafia a expressão. (in: "Não é Ele o filho do carpinteiro?". Capita theologica)

### Da encarnação do Cristo
Assim, quando quis dar a todos os homens um remédio saudável, não se serviu, como seus ajudantes, dos Anjos e Arcanjos, nem do céu emanou uma voz sonora e adequada a todos os homens, e sim que do útero de uma virgem se construiu um habitáculo humano e dali saiu fora, visto como um homem e adorado como Deus, gerado da substância do Pai, antes do princípio dos séculos, e tomando da virgem o elemento visível, sendo ao mesmo tempo novo e eterno. (in: "Razão da Encarnação: não deixar o que o homem fosse assediado pelo pecado e entregue à morte", Epístola 11: PG 91, 454-455 - Teodoreto, Cura das enfermidades dos pagãos.)